# Descendants of the Sun
Descendants of the Sun er en sydkoreansk tv-drama/serie på 16 episoder (+ 3 specielepisoder). Hovedrollerne spilles af henholdsvis Song Joong-ki (Yoo Si-jin) og Song Hye-kyo (Kang Mo-yeon). 